# Roland Brival
Roland Brival, né en 1950, est un musicien, chanteur et écrivain français.

## Biographie

### Jeunesse
Roland Brival nait en 1950 à Fort-de-France en Martinique. Dans un premier temps, sa mère, relieuse, part à Paris (Il le raconte dans l’un ses romans, « Les fleurs rouges du flamboyant »). Il la rejoint au début de son adolescence et poursuit ses études au Lycée Lakanal en région parisienne. Il fera le reste de ses études à Paris (licencié en Droit public) où il s'ouvre au monde du théâtre. Il crée le « Xena théâtre », un atelier, un laboratoire d'expérimentation gestuelle et vocale, ce qui l'amène aux métiers d'acteur et de metteur en scène.  

### Retour aux Antilles
Ses études de droit terminées, il rentre en Martinique où il reste sept ans. Il monte une première pièce au théâtre de Fort-de-France « La Bête à cornes ». Par la suite, il crée Bwa-bwa, groupe pluridisciplinaire, sorte de laboratoire théâtral dans lequel se mêlent diverses disciplines artistiques (théâtre, marionnettes, musique, écriture, peinture). La troupe tourne à travers le monde pendant plusieurs années (Europe, Afrique de l’Est...) et se produit notamment au festival de marionnettes de Charleville-Mézières, ainsi que dans diverses salles de l’hexagone. Dans ce cadre, il compose, écrit et chante  (Cinq albums produits sous le label Bwa-bwa dont le conte musical « Ti Jean et l’île des magiciens » . Il organise également de nombreux stages autour de l'art de la marionnette antillaise (Martinique, Guyane, Guadeloupe...) visant à stimuler l’émergence d’une écriture théâtrale spécifique.  

### Carrière d'écrivain
Quand la troupe met fin à ses activités, Roland Brival a déjà commencé sa carrière d’écrivain. 
Il publie dix-huit romans chez différents éditeurs (Gallimard, Mercure de France, Lattès, Phebus, Ramsay, Orban), produit une dizaine d’albums (dont un de poèmes personnels intitulé « Les Mots », enregistré à Taiwan en 2009, à l’occasion du salon du livre de Taipei) et participe à de nombreuses expositions et festivals. Plasticien depuis 1973, date de sa première manifestation officielle, lors de la Biennale du Musée d'Art Moderne de Paris, sa dernière installation publique se tient en 2001 à Paris au Plaza Athénée où, à l'invitation d'Alain Ducasse, il exposait ses « Sagaies » (sculptures en verre et bronze). Roland Brival a également exercé en tant que critique littéraire au sein du journal Elle dans les années 1990.  Enfin, en 1993, il écrit en collaboration avec Marie-José Pérec « 400 mètres pour gagner ».  
En janvier 2013 il est fait chevalier des arts et des lettres par Aurélie Filippetti, Ministre de la Culture.

## Œuvre littéraire

### Évolution littéraire
Son premier roman « Martinique des Cendres » est publié en 1978 chez Olivier Orban. Puis, paraît une série de romans historiques déclinant l'histoire des Caraïbes, dont :
- « Le sang du roucou» inspiré de la rencontre entre les Indiens Caraïbes et Christophe Colomb,
- « La montagne d'ébène », qui traite du thème de l’esclavage et de l'abolition
- « Le Chevalier de Saint George » autour du personnage du célèbre musicien noir.
- « Les tambours de Gao », une saga historique dans l’Afrique du XIVe siècle[5].

Dans ses autres romans, il fait voyager ses lecteurs à travers les continents et les périodes marquantes de l’histoire contemporaine. Un de ses derniers ouvrages paru en 2016 aux éditions Gallimard (collection blanche), « Nègre de Personne », raconte le New York de l'entre-deux guerres sur les pas de Léon Gontran-Damas. Une fiction inspirée de la biographie du guyanais, ami d'Aimé Césaire et de Léopold Sédar Senghor et fondateur avec eux du courant littéraire et politique « la Négritude ». 
« Sato San, Le maître des corsets » paru en 2017, au Mercure de France, nous entraîne au Japon à Osaka, sur les traces de Shiro Sato, le maître des corsets, dans un parcours initiatique empreint de spiritualité et de sensualité. « Thélonious » paru aux éditions Gallimard, rend hommage à celui qui a révolutionné l'histoire du jazz. 

### Autres publications
- WOUJ le monde des jouets créoles, CARAÏBEDITIONS, 2019 (livre pour enfants, poèmes et dessins)[10]
- Les fleurs rouges du flamboyant, Mercure de France, 2018
- L'Ensauvagé
- Un amour à Saanbad
- Cœur d'ébène
- En eaux troubles
- La Robe Rouge[11]
- Biguine Blues, Prix RFO du livre 2000
- Bô
- Le Dernier des Aloukous[12]
- No Man's Land

## Musique
Pour Roland Brival, les Antilles sont, en matière de musique, « le chaînon manquant entre l’Europe et les États-Unis. »[réf. nécessaire] Il produit six albums aux styles différents et collabore avec d'autres musiciens  (Kassav, Malavoi, Joelle Ursull, Ralph Thamar, Youn Sun Nah). Dans les années 1980, paraît son premier album jazz : «Créole Gypsy ». En 1998, l'album acoustique « Intense » est enregistré avec Pierre-Edouard Décimus (cofondateur du groupe Kassav) dans un "home-studio" à Paris. Première illustration du concept "Blues Créole", dont il est l'inventeur.  
En 2003, sort « Waka » album de fusion antillaise, entre jazz new-yorkais et rythmique caribéenne.  En 2006, avec « Kayam »  Roland Brival s’aventure dans l’univers des big-bands à l’américaine. L'album est marqué par le jazz-groove, la soul et le rythm'n blues. Roland Brival chante des textes en français, anglais et créole, accompagné par des musiciens d’Electro Deluxe (Talent Jazz Electro Adami 2006).
En 2009, sort « Vol de nuit », album acoustique où il chante en français en collaboration avec le trio du pianiste Gorge-Edouard Nouel. Dans le mème genre, il sort en 2014, son dernier opus « Circonstances Aggravantes ».

## Filmographie
- La grande béké, Alain Maline, réalisation. Roland Brival, Alain Maline et Sylvette Frydmann, scénario en deux épisodes, 1998 (TV), 199 min
- Tet' grenné. Christian Grandman, réalisation. Roland Brival, Christian Grandman et Agnès de Sacy, scénario. 2002, 85 min